# Карлтон (округ, Міннесота)
Шаблон:StateAbbr_ 46°35′ пн. ш. 92°41′ зх. д. / 46.59° пн. ш. 92.68° зх. д.
Округ  Карлтон (англ. Carlton County) — округ (графство) у штаті  Міннесота, США. Ідентифікатор округу 27017.

## Історія
Округ утворений 1857 року.

## Демографія
За даними перепису 
2000 року 
загальне населення округу становило 31671 осіб, зокрема міського населення було 11582, а сільського — 20089.
Серед мешканців округу чоловіків було 16049, а жінок — 15622. В окрузі було 12064 домогосподарства, 8406 родин, які мешкали в 13721 будинках.
Середній розмір родини становив 3.
Віковий розподіл населення поданий у таблиці:
| Стать    | До 15 років | 15-21 | 22-29 | 30-39 | 40-49 | 50-65 | 65-85 | Понад 85 |
| -------- | ----------- | ----- | ----- | ----- | ----- | ----- | ----- | -------- |
| Чоловіки | 3331        | 1587  | 1449  | 2419  | 2678  | 2584  | 1810  | 191      |
| Жінки    | 3109        | 1496  | 1181  | 2154  | 2516  | 2383  | 2336  | 447      |

## Суміжні округи
- Сент-Луїс — північ
- Дуглас, Вісконсин — схід
- Пайн — південь
- Ейткін — захід

## Виноски
1. ↑  US Decennial Census. US Census Bureau. Архів оригіналу за 26 квітня 2015. Процитовано 6 жовтня 2014.
2. ↑  Historical Census Browser. University of Virginia Library. Архів оригіналу за 26 грудня 2013. Процитовано 6 жовтня 2014.
3. ↑  Population of Counties by Decennial Census: 1900 to 1990. US Census Bureau. Архів оригіналу за 4 серпня 2014. Процитовано 6 жовтня 2014.
4. ↑  Census 2000 PHC-T-4. Ranking Tables for Counties: 1990 and 2000 (PDF). US Census Bureau. Архів оригіналу (PDF) за 18 грудня 2014. Процитовано 6 жовтня 2014.
5. ↑  State & County QuickFacts. Бюро перепису населення США. Архів оригіналу за 7 червня 2011. Процитовано 31 серпня 2013.(англ.) Наведено за англійською вікіпедією.
6. ↑  American FactFinder. Бюро перепису населення США. Архів оригіналу за 29 липня 2011. Процитовано 31 січня 2008.

| США | Це незавершена стаття з географії США. Ви можете допомогти проєкту, виправивши або дописавши її. |